# 啓典
啓典（）は、イスラム教において唯一神（アッラーフ）から諸預言者に下された四つの啓示の書物のこと。クルアーン以外の書物は、旧約聖書や新約聖書を内包される。
1. ムーサー（モーセ）に下された『タウラート』（『モーセ五書』）
2. ダーウード（ダビデ）に下された『ザブール』（『詩篇』）
3. イーサー（イエス）に下された『インジール』（『福音書』）
4. ムハンマドに下された『クルアーン』（『コーラン』）

また、クルアーンを、唯一神がムハンマドを通じて伝えた言葉として、教典にし、これに従うことをもいう。これは六信のひとつ。